# Annette Weber (Schriftstellerin)

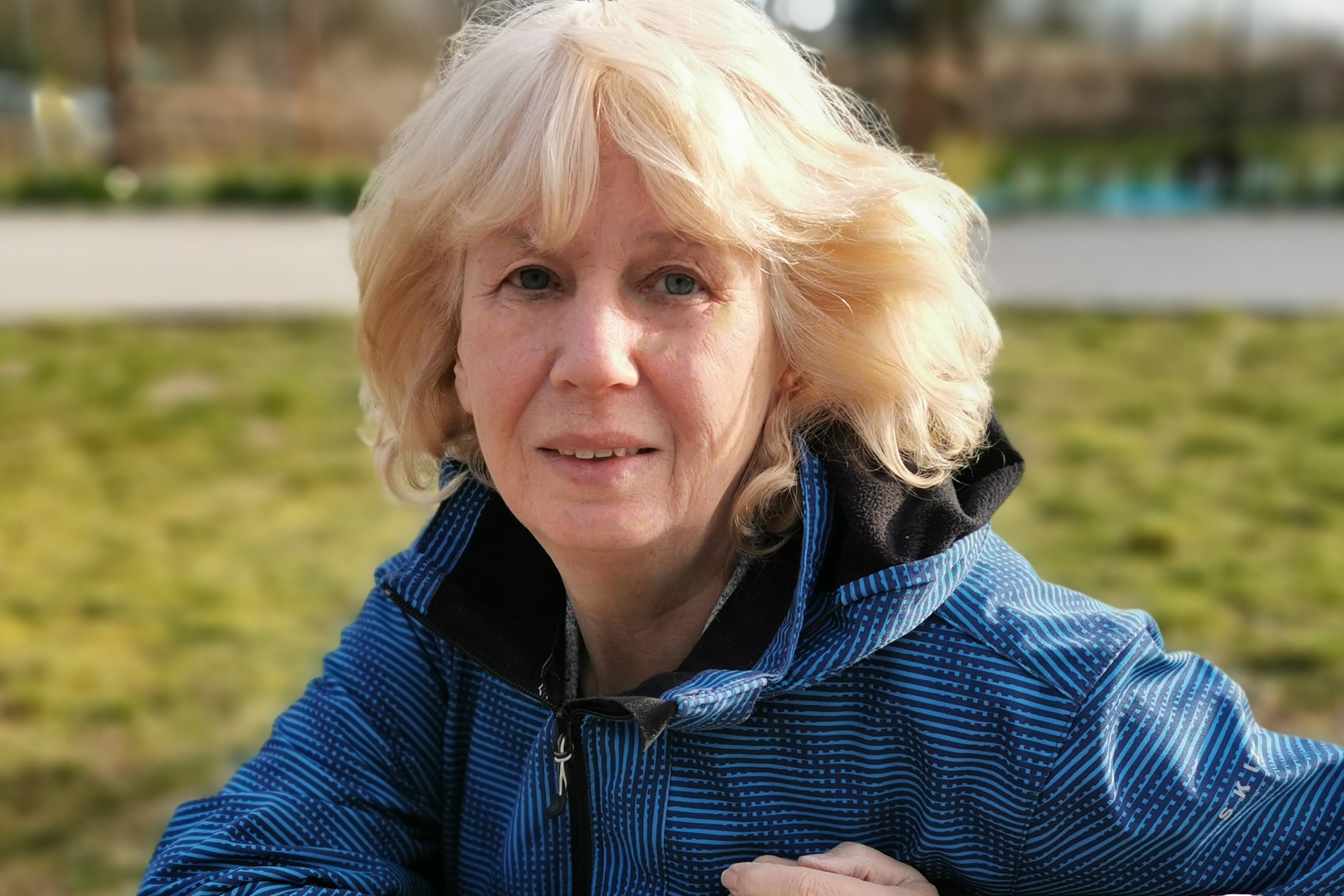
Annette Weber

Annette Weber (* 9. Juni 1956 in Lemgo) ist eine deutsche Autorin von Kinder- und Jugendliteratur.

## Leben
Annette Weber wurde 1956 in Lemgo geboren. Sie besuchte zunächst das Gymnasium in Minden und später in Lemgo. Nach dem Lehramtsstudium an der Gesamthochschule Paderborn arbeitete sie als Lehrerin an Grundschulen in Duisburg und Bad Lippspringe. Zunächst war sie nur nebenberuflich als Kinder- und Jugendbuchautorin tätig. Seit 2002 ist sie als freie Autorin tätig.
2008 promovierte sie im Fachbereich Kultur- und Erziehungswissenschaft der Universität Osnabrück mit dem Schwerpunkt Männliche jugendliche Einzelgänger.
Annette Weber berücksichtigt bei ihrem Schreiben besonders Jugendliche, die nicht gerne lesen. Für sie entwickelte sie ein Konzept, das sie mit einfachem Vokabular, kurzen Texten und spannenden Inhalten zum Lesen motivierte.
Annette Weber lebt mit ihrer Familie in Bad Lippspringe.

## Publikationen (Auswahl)
- Sauf ruhig weiter, wenn du meinst. (K.L.A.R. Taschenbuch), Verlag an der Ruhr, 2004, ISBN 978-3-86072-875-8.
- Aber ich bin doch selbst noch ein Kind. (K.L.A.R. Taschenbuch), Verlag an der Ruhr, 2005, ISBN 978-3-86072-977-9.
- Merkt doch keiner, wenn ich schwänze. (K.L.A.R. Taschenbuch), Verlag an der Ruhr, 2006, ISBN 978-3-8346-0036-3.
- Im Chat war er noch so süß. (K.L.A.R. Taschenbuch), Verlag an der Ruhr, 2006, ISBN 978-3-8346-0065-3.
- Im Chat war er noch so süß – die Fortsetzung. Verlag an der Ruhr, 2016, Quelle für Seitenzahl: ISBN 978-3-8346-0885-7.
- Heute schießen wir uns wieder richtig ab. Verlag an der Ruhr 2013, ISBN 978-3-8346-2397-3.
- Das erste Mal, wird`s heut passieren. Verlag an der Ruhr 2013, ISBN 978-3-8346-2335-5.
- Online war er noch so süß. Verlag an der Ruhr 2018, ISBN 978-3-8346-3922-6.
- See you, ich sehe dich. Edition XXL, 2017, ISBN 978-3-943199-45-1.
- Der Cybermobbing-Albtraum. Verlag an der Ruhr, 2015, ISBN 978-3-8346-2761-2.
- Wo ist Mrs. Parker – Where is Mrs. Parker. Langenscheidt-Verlag,  2005, ISBN 978-3-468-20828-7.
- Pferdedieben auf der Spur, Tecking horse thieves. Langenscheidt-Verlag,  2006, ISBN 978-3-468-20815-7.
- Gefährliche Dressur, Dangerous Dressage. Langenscheidt, 2008, ISBN 978-3-468-20533-0.
- Kriminell gut lesen Klasse 3–4. Auer-Verlag, 2016, ISBN 978-3-403-04917-3.
- Die kleine Fee. Edition XXL, 2008, ISBN 978-3-89736-572-8.
- Der kleine Ritter. Edition XXL, 2008, ISBN 978-3-89736-573-5.
- Die kleine Prinzessin. Edition XXL, 2008, ISBN 978-3-89736-575-9.
- Der kleine Pirat. Edition XXL, 2008, ISBN 978-3-89736-576-6.
- Kriminell gut lesen. Auer-Verlag, 2019, ISBN 978-3-403-04917-3.
- Ben bei den Piraten. Verlag an der Ruhr, 2018, ISBN 978-3-8346-3799-4.
- Warum seid ihr so gemein zu dem. Verlag an der Ruhr, ISBN 978-3-8346-2723-0.
- Wer ist Lolly Blue. Verlag an der Ruhr, 2013, ISBN 978-3-8346-2444-4.
- Das Gespenst am Kleiderhaken. Verlag an der Ruhr, 2014, ISBN 978-3-8346-2484-0.
- Luca will weg. Verlag an der Ruhr, 2014, ISBN 978-3-8346-2482-6.
- Die Hufeisenranch. Südpol-Verlag, 2020, ISBN 978-3-96594-038-3.

sowie zahlreiche Bilderbücher, Lernhefte, Unterrichtsmaterialien und Schulbücher
Dissertation
- Männliche jugendliche Einzelgänger – Eine biographische Studie. Verlag Grin, 2008, ISBN 978-3-638-93443-5.

Unter dem Pseudonym Jenny Winter (Auswahl)
- Jugendromane beim VPM-Verlag, später auch bei Loewe veröffentlicht:
  - Lissy und das große Turnier. 2005, ISBN 978-3-7855-5569-9.
  - Lissy und ein Pferd in Gefahr. 2005, ISBN 978-3-7855-5568-2.
  - Lissy rettet die Pferde. 2005, ISBN 978-3-7855-5372-5.
  - Lissy und das Traumpferd. 2004, ISBN 978-3-7855-3934-7.

Unter dem Pseudonym Jeanette Baker
- Jugendromane beim VPM-Verlag, später auch bei Loewe veröffentlicht
- Kurzgeschichten in der Bravo

Co-Autor und Herausgeber
- Abgestürzt., Ein autobiografischer Jugendroman. Marie Kaufmann und Annette Weber. Verlag an der Ruhr, 2009, ISBN 978-3-8346-0576-4.
- Geflüchtet. Ein autobiografischer Jugendroman mit Seif Arsalan und Annette Weber. Verlag an der Ruhr, 2018, ISBN 978-3-8346-3805-2.